# Ryan McPartlin
Ryan John McPartlin (ur. 3 lipca 1975 w Chicago, w stanie Illinois) – amerykański aktor filmowy i telewizyjny najbardziej znany z roli Devona Christiana 'Kapitana Wspaniałego' Woodcomba w serialu NBC Chuck.

## Filmografia

### Seriale TV
- 1999: Pomoc domowa (The Nanny) jako występujący #3
- 2001: Trzy siostry (Three Sisters) jako Brad
- 2003: Jim wie lepiej (According to Jim) jako Bob
- 2004: Byle do przodu (Still Standing) jako Jeremy
- 2004: Gorące Hawaje (North Shore) jako William
- 2001–2004: Passions jako Hank Bennett
- 2005: Siostrzyczki (What I Like About You) jako Riley Martin
- 2005–2007: Nowe życie Fran (Living with Fran) jako Riley Douglas Martin
- 2007: CSI: Kryminalne zagadki Nowego Jorku (CSI: NY) jako Terry Rockwell
- 2007–2012: Chuck jako Devon Christian 'Kapitan Wspaniały' Woodcomb
- 2008: Imprezowo (Swingtown) jako Luke
- 2008: Mad Men jako dżentelmen
- 2011: To tylko seks jako Evan Macklam
- 2011: Community jako student Frisbee nr 3
- 2012: Rozpalić Cleveland jako
- 2012: CSI: Kryminalne zagadki Miami jako Josh Avery
- 2012: Partnerki jako Dale Bowman
- 2012: Nie ma lekko jako Ted
- 2013: Jak ja nie znoszę mojej córki jako Chris Reynolds
- 2013-1014: Doktor Hart jako Carter Covington
- 2014: Playing House jako Steve
- 2014: Inni mają lepiej jako Sam
- 2014: Mystery Girls jako detektyw Dwayne Freeman
- 2014: Bad Judge jako Billy
- 2016: Pełniejsza chata jako Tyler
- 2016: Pokojówki z Beverly Hills jako Kyle
- 2017: Agenci paranormalni jako facet z dostawą wody
- 2019: L.A.’s Finest jako Patrick McKenna

### Filmy
- 2011: J. Edgar jako Lawrence Richey
- 2018: Ocean ognia jako Devin Hall